# Semidiámetro solar
Se denomina semidiámetro solar al ángulo bajo el que, desde el centro de la Tierra, se ve el radio del Sol. A la distancia media (1 unidad astronómica ) vale 16' 1". Siendo la excentricidad de la órbita de la Tierra e=0,01673 la distancia Tierra-Sol varía desde un máximo 1+e=1,01673 UA en el apogeo solar, hasta un mínimo 1-e=0,98327 UA en el perigeo solar. Por tanto, el semidiámetro solar (radio solar) varía entre un mínimo de 15' 45" en el apogeo y un máximo de 16' 17" en el perigeo.

## Historia del cambio de valor del semidiámetro a 1 UA
Este valor ha sufrido una evolución a lo largo de los años, de esta forma del semidiámetro solar a la unidad de distancia, es decir, la mitad del diámetro solar cuando se encuentra a 1 unidad astronómica de la Tierra. Este valor ha sido utilizado tanto en la predicción y reducción de eclipses como en la de efemérides físicas del sol
- De 1767 a 1807 se adoptó el valor de 962,8", definido por Mayer en "Tabulae motuum solis et lunae novae et correctae; quibus accedit methodus longitudinum promota". Este valor se usó en las primeras predicciones aparecidas en el Nautical Almanac en este periodo. También en las tablas de los Eclipses de sol y de Luna para 1792 del primer Almanaque Náutico y Efemérides Astronómicas se usó este valor.

- De 1808 a 1833 se adoptó el valor de 961,37"

- De 1834 a 1852 el valor se cambió por el de 960,9", tomado de "Tabulae Regiomontanae", publicado por Bessel en 1830.

- De 1853 a 1895 se utiliza el valor de 961,82". Este valor proviene de las observaciones llevadas a cabo en el Observatorio de Greenwich durante 1853, y publicadas por Airy en "Obaservations made at the Royal Observatory, Greenwich, in the year 1853" (1855)

- De 1896 a 1959 se adopta el valor de 959,63", proporcionado por una recopilación de observaciones realizadas en Greenwich entre 1851 y 1853. en este mismo período, comienza a utilizarse el valor de 961,18" para efemérides físicas del sol, y quedando el anterior para la predicción de eclipses únicamente.

- Datos: Q6124707